# Brigada Antiteroristă

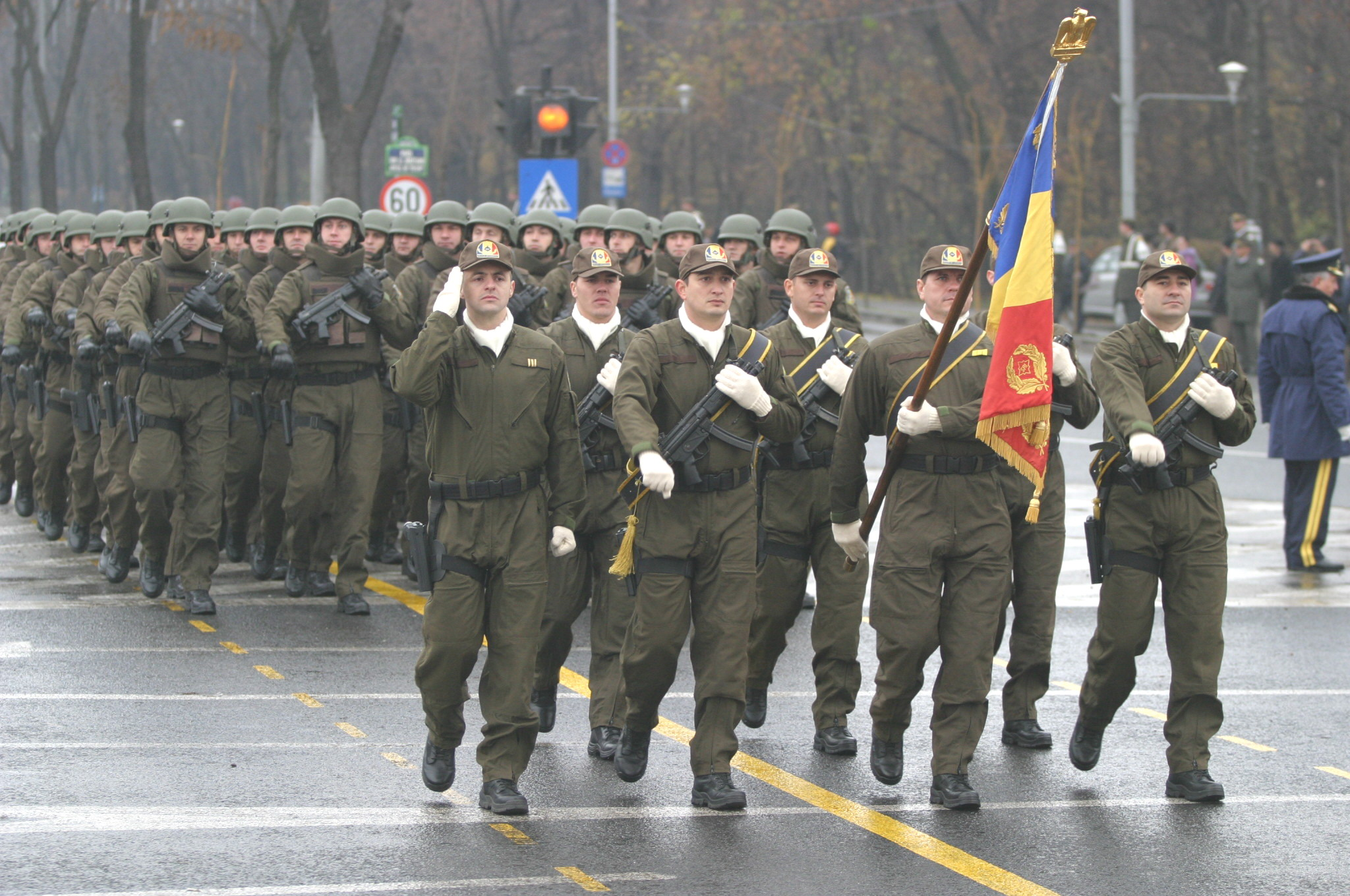
Un detașament al BAT în timpul repetițiilor pentru parada militară de Ziua Națională a României (2008).

Brigada Antiteroristă (abreviere BAT) este o unitate specială a Serviciului Român de Informații (SRI).
Este compusă din peste două mii de specialiști în domenii de combatere a terorismului.
Luptători propriu-ziși de intervenție antitero sunt aproximativ trei sute, fiind delimitați în trei grupe distincte: maimuțe (cățărători), cârtițe (asaltatori de jos) și lunetiști, parașutiști și scafandri.
Majoritatea luptătorilor au fost și sunt practicanți de diferite sporturi: arte marțiale (judo, kick-boxing, ju jitsu, box thailandez), kaiac-canoe, atletism, lupte greco-romane.
Sunt foști campioni mondiali, vicecampioni mondiali, campioni naționali și balcanici, vicecampioni europeni.